# ロバート・ハムデン＝トレヴァー (初代ハムデン子爵)
初代ハムデン子爵ロバート・ハムデン＝トレヴァー（英語: Robert Hampden-Trevor, 1st Viscount Hampden、1706年2月17日 - 1783年8月22日）は、グレートブリテン王国の政治家、外交官、作家。郵政長官を務めた。

## 生涯
ロバートは1706年2月17日に、トマス・トレヴァーと彼の2番目の妻との間に長男として生まれた。1725年にオックスフォード大学のクイーンズ・カレッジを卒業し、次いでオール・ソウルズ・カレッジの研究員となった。
1729年に国務省の書記官に任命された。1734年、ホレーショ・ウォルポールの下、秘書として連合州の大使館に移った。1739年に大使職を引き継ぎ、特命使節を経て1741年から全権公使となった。この頃、ホレス・ウォルポールと定期的に交流している。
1750年にアイルランドの税務局長へ就任。1754年、ロバートは資産を継承したことを受け、ジョン・ハムデンよりハムデンの名を受けた。彼の兄からトレヴァー男爵位を襲爵してから12年後に当たる1776年、ハムデン子爵位を創設した。
ロバート・ハムデン＝トレヴァーは1759年から1765年まで郵政長官を務めた。彼はラテン語による詩作も行っており、その作品は1792年にパルマで『ポエマータ・ハンプデニアーナ』（ハムデンの詩）として出版されている。彼の次男であるジョン・ハムデン＝トレヴァー（1749年 - 1824年）は、兄であるトマス・ハムデン＝トレヴァーよりハムデン子爵位を襲爵してからわずか3週間後に死去したため、ロバートが創設した子爵位は3代目で断絶した。